# روكي سيبيري
روكمار سيمون سابينو سيبيري (بالهولندية: Rocky Siberie)‏ (مواليد 24 مارس 1982 في يلمستاد) لاعب كرة قدم أنتيلي هولندي دولي معتزل كان يجيد اللعب في خط الهجوم .

## روابط خارجية
- روكي سيبيري على موقع الاتحاد الدولي (مؤرشف)  (الإنجليزية)
- روكي سيبيري على موقع قاعدة بيانات كرة القدم.إي يو (الإنجليزية)
- روكي سيبيري على موقع ناشيونال فوتبول تيمز (الإنجليزية)
- روكي سيبيري على موقع Soccerway.com (الإنجليزية)